# 羅迪歐大道
羅迪歐大道（英語：Rodeo Drive）位於美國加州贝弗利山（Beverly Hills），全長2英里（3.2），北面連接日落大道，是一條以奢侈精品店林立而聞名於世的購物街。在街道紛紛設立精品店後，“羅迪歐大道”指的是威爾夏大道和聖塔莫尼卡大道之間相鄰街道區域，這些區域都是精品店分布的地點。

## 歷史
1906年，伯頓·E·格林和其他投資者合資買下該區整片土地，銳意將比華利山設計成多功能區域。為了對該地區的傳統表示尊重，他們將公司命名「羅迪歐島」。1907年，他們將地皮分析出售，每幅75x160英尺大小的土地售價1,100美元。1912年，位於前身是棉豆農田的比華利山酒店正式落成。至1925年，物業價格已經大幅上揚，類似地段叫價25,000至30,000美元。
購物街漸漸開始成型，五金商店、加油站、美容店、書店等紛紛進駐。時至今日，商業區的範圍從威爾希爾大道延伸至聖莫尼卡大道，是一個高檔的購物區，也是主要的旅遊景點。圍繞羅迪歐大道的“金三角”商圈還包括上橫置任一方向數個街道的商業區。

## 流行文化
電影《風月俏佳人》主角維維安·沃德（茱莉亞·羅拔絲 飾），由於打扮庸俗，在羅迪歐大道走入名店購物被售貨員白眼。她換過一身高貴服飾再走入同一店舖，卻得到截然不同的招待。

## 圖片集
- 北羅迪歐大道路牌
- 停泊在路邊的名貴跑車（1991年攝）
- 位於羅迪歐大道此號的歐洲風格建築
- 放置於羅迪歐大道的雕塑
- 羅迪歐大道上的香奈儿

## 購物
罗迪欧大道聚集了许多高级品牌，包括：
- 阿玛尼
- 宝缇嘉
- 布里奥尼
- 卡地亚
- 思琳
- 香奈儿
- 克里斯汀·迪奥
- 大卫·雅曼
- 戴比尔斯
- 迪奥男装 (Dior Homme)
- 杜嘉班纳
- 杰尼亚
- 芬迪
- 古驰
- 爱马仕
- 雨果博斯
- 拉科斯特
- 路易威登
- 普拉达

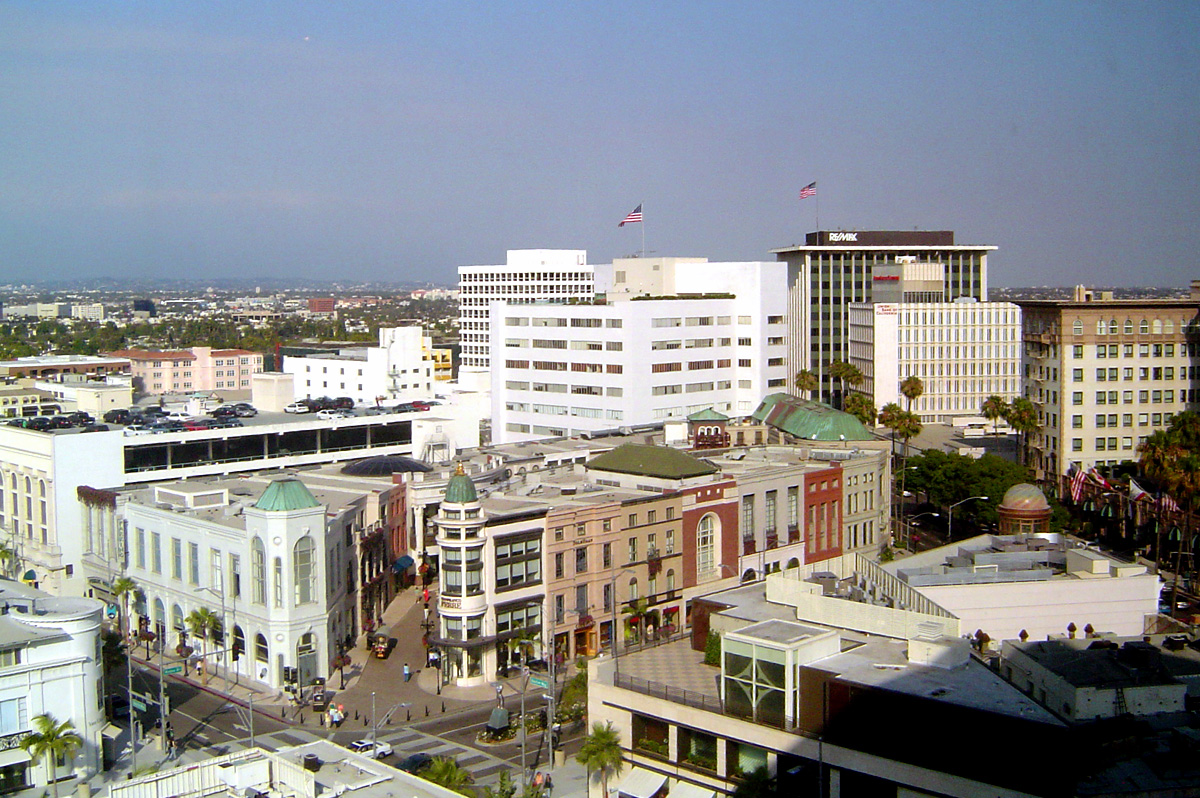
俯瞰羅迪歐大道

- 塞尔吉奥·罗西 (Sergio Rossi)
- 斯图尔特·韦茨曼 (Stuart Weitzman)
- 蒂芙尼
- 托德斯
- 梵克雅宝
- 华伦天奴
- 范思哲
- 圣罗兰

## 知名居民
- 威廉·博伊德及其夫人埃莉諾，二人皆為知名演員
- 托德·布朗寧（英语：Tod Browning），導演、編劇
- 埃迪·康托爾，喜劇演員、歌手
- 拉爾夫·福布斯（英语：Ralph Forbes），演員